# Инафунэ, Кэйдзи
Кэйдзи Инафунэ (яп. 稲船 敬二 Инафунэ Кэйдзи, 8 мая 1965, Кисивада, Япония) — японский игровой художник и продюсер компании Capcom, наиболее известный по созданию дизайна персонажей серии Mega Man, а также продюсированию игр Onimusha и Dead Rising.
В 1987 году 22-летний Кэйдзи Инафунэ после недолгих поисков работы был взят иллюстратором в корпорацию Capcom. Первым заданием молодого графического дизайнера стала игра Street Fighter, повлёкшая за собой целую серию игр и ставшая впоследствии одним из наиболее известных в мире файтингов. В то время вся деятельность компании была направлена на завоевание рынка семейных игровых компьютеров, в частности Famicom от Nintendo. В связи с этим было принято решение о создании тайтла Rockman — нового персонажа и посвящённой ему игры, которые должны были стать основным франчайзингом компании на этой стремительно набирающей популярность консоли. В 1987 году команда разработчиков Capcom находилась в зачаточном состоянии, поэтому Инафунэ сразу же был назначен главным художником нового проекта. Когда дело дошло до разработки Рокмена (для издания в Северной Америке название было изменено на Mega Man), Инафунэ в одиночку выполнил все необходимые иллюстрации и концептуальные рисунки. Кроме того, он самостоятельно перевёл изображения всех персонажей в пиксельную графику, разработал логотип игры, обложку и дизайн брошюры с инструкциями. Основным цветом нового персонажа был выбран синий, как говорил сам Инафунэ, из-за этого в фанатских кругах герой получил прозвище «синий Бомбермен». Большое влияние на художника оказала японская анимация и внешний облик других популярных тогда персонажей, таких как Марио.
31 октября 2010 года Кэйдзи Инафунэ покинул компанию Capcom.